# Música Popular Brasileira

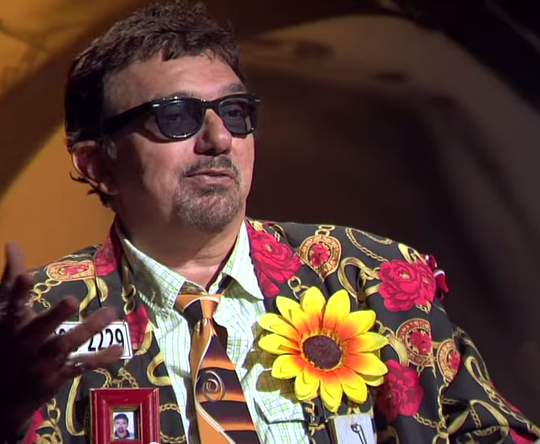
Falcão, een bekende MPB-zanger

Música Popular Brasileira, of MPB, letterlijk "Braziliaanse Populaire Muziek", laat een trend zien in het tijdperk na de bossanova. Het is een verzameling stijlen waarin moderne versies van traditionele Braziliaanse muziekstijlen zoals de samba en samba-canção met hedendaagse invloeden worden vermengd met bijvoorbeeld folk, rock en popmuziek. 'MPB' is meer dan de woorden in de afkorting aangeven, en de term kan vele soorten Braziliaanse muziek vertegenwoordigen en heeft een groot aantal gerenommeerde Braziliaanse artiesten voortgebracht.

## Geschiedenis
MPB, dat als een stijl wordt gezien, ontstond in de jaren zestig, en kan worden toegepast op alle soorten niet-elektronische muziek voortkomend uit alles wat direct en indirect met de bossanova te maken heeft. MPB-zangers en -artiesten, maar ook het publiek, werden gezien als intellectuelen en studenten, en dit zorgde ervoor dat MPB later, rond 1970, als universiteitsmuziek werd gezien.
MPB was een poging tot het creëren van Braziliaanse 'nationale' muziek en vertegenwoordigt nu vele soorten muziek. MPB had een behoorlijke impact in die tijd, vooral door de aandacht van vele muziekshows op de televisie in die tijd. Het begin van MPB wordt vaak in verband gebracht met Elis Regina´s interpretatie van het mysterieuze Arrastão, van Vinicius de Moraes en Edu Lobo. In 1965, rond haar 20e verjaardag, zong Elis op het nationaal uitgezonden Festival de Música Popular Brasileira dit nummer en won de eerste prijs. Elis zong ook het nummer Arrastão, dit was destijds het meest verkochte liedje en zij werd hiermee de meest verkochte zangeres in Brazilië. Deze gebeurtenissen zorgen ervoor dat MPB door het Braziliaanse publiek werd geaccepteerd en verder uitgewerkt, en in de loop der jaren werd gevolgd door vele Braziliaanse artiesten.
In de vroege jaren leende MPB veel elementen van de bossanova, de vaak nauwelijks verhulde kritiek op het sociale onrecht en de onderdrukking door de overheid, gedreven door de progressieve oppositie. De stroming 'tropicália' in MPB was maar een kort leven beschoren.
De redenen waardoor MPB is ontstaan zijn verdwenen na 1969, maar de naam bestaat nog steeds, zij het met een andere inhoud. Het veranderde van een 'linkse' muzikale stroming in een 'middenklasse'-stroming, en de term staat nog steeds voor kwaliteit in de hedendaagse Braziliaanse muziek.